# RC Zlín
Rugby Club Zlín – dawny czechosłowacki, a obecnie czeski klub rugby z siedzibą w Zlinie. Męska drużyna obecnie występuje w czeskiej I lidze.

## Historia
Początki rugby w Zlínie sięgają roku 1930, kiedy to zostały rozegrane pierwsze pokazowe mecze. Klub został założony w 1944 roku przy zakładach Bata trenując na łąkach, a mecze rozgrywając na różnych boiskach rozsianych po mieście wożąc ze sobą przenośne bramki. W 1954 roku zadebiutował w najwyższej klasie rozgrywkowej, w której utrzymał się do 1965 roku. Powrót do I ligi nastąpił w 1973 roku, a kolejny spadek dopiero w 1995 roku. Drużyna w tym czasie organizowała zagraniczne tournée m.in. do Polski, NRD, ZSRR czy Francji. W latach 90. XX wieku rozpadły się drużyny juniorskie, które zostały zorganizowane ponownie z nadejściem nowego milenium.

### Historyczne nazwy klubu
- 1947 SK Baťa Zlín
- 1948 ZK Baťa Zlín
- 1948 Sokol Botostroj Zlín
- 1949–1953 Sokol Svit
- 1953 Jiskra Gottwaldov
- 1953–1958 Spartak Gottwaldov
- 1958–1990 TJ Gottwaldov
- 1990–1993 SK Zlín
- od 1993 RC Zlín